# Carl Begas den äldre
Carl Joseph Begas, född 30 september 1794 i Heinsberg, död 24 november 1854 i Berlin, var en tysk konstnär. Han var far till konstnärerna Oskar Begas, Adalbert Begas, Reinhold Begas och Carl Begas den yngre.

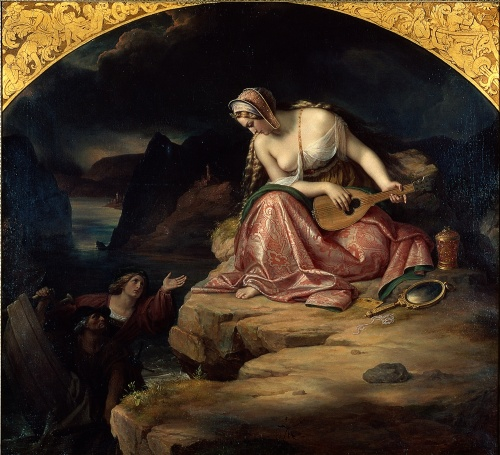
Carl Begas den äldres Loreley.

Han är känd genom sina religiösa motiv, vardagsbilder, romantiska ämnen som målningen Loreley, men främst för sina porträtt.
Asteroiden 12149 Begas är uppkallad efter honom och hans söner.